# 陈坤 (1981年)
陈坤（1981年6月—），广西昭平人，汉族，无党派人士。中华人民共和国政治人物、第十三届全国人民代表大会广西壮族自治区代表。

## 生平
2018年，陈坤被选为广西壮族自治区出席第十三届全国人民代表大会代表。